# Eugeniusz Przysiecki
Eugeniusz Przysiecki (ur. 14 lutego 1910 w Moskwie, zm. 23 kwietnia 1943) – pilot sportowy i instruktor, pilot doświadczalny, podczas II wojny kapitan pilot Polskich Sił Powietrznych w Wielkiej Brytanii, lekarz z wykształcenia.

## Życiorys
Urodził się w Moskwie, w rodzinie Stanisława (1887–1966), kapitana rezerwy, kawalera Orderu Virtuti Militari, i Janiny z domu Dryżakowej (1888–1964).
Z lotnictwem związany od 1929 roku. Uczestniczył w wielu zawodach lotniczych o charakterze sportowym, zajmując wysokie lokaty. W 1934 roku startował w międzynarodowych zawodach Challenge 1934 (jako mechanik w załodze z kpt. Andrzejem Włodarkiewiczem – załoga nie ukończyła zawodów z powodu uszkodzenia silnika samolocie PZL.26).
Po ukończeniu studiów medycznych nie podjął się praktyki lekarskiej, lecz we wrześniu 1937 roku przyjął posadę pilota doświadczalnego w DWL-RWD, gdy do PLL LOT odszedł poprzedni pilot doświadczalny Wytwórni Aleksander Onoszko. Brał udział w oblotach:
- RWD-14 Czapla[1]
- RWD-15 (w tym wersji przeznaczonej do lotu rajdowego do Australii dla S. Karpińskiego)[2]
- RWD-16 bis (pierwszy oblot)
- RWD-17W (pierwszy oblot)
- RWD-19 (pierwszy oblot)
- RWD-20
- RWD-21 (pierwszy oblot)
- RWD-23 (pierwszy oblot)

Wielokrotnie prezentował samoloty zarówno w Polsce jak i za granicą. Latał z pasją, potrafiąc wykazać zalety prezentowanych maszyn.
Na stopień podporucznika został mianowany ze starszeństwem z 1 stycznia 1937 i 12. lokatą w korpusie oficerów rezerwy zdrowia, grupa lekarzy.
Podczas II wojny światowej walczył m.in. w składzie dywizjonu 300 "Ziemi Mazowieckiej". Poległ wraz z całą załogą nocą 23 kwietnia 1943 roku w locie bojowym (zrzucanie min przeciw okrętom podwodnym u wejścia do portu St. Nazaire) pilotując samolot Wellington Mk X. Pochowany na cmentarzu La Baule-Escoublac (Francja).
Eugeniusz był żonaty z Wiolantą (1909–1994), córką generała Wiktora Thommée, z którą miał syna Krystiana (1937–2005).

## Ordery i odznaczenia
- Krzyż Walecznych dwukrotnie[5]
- Srebrny Krzyż Zasługi – 19 sierpnia 1942[6]
- Medal Lotniczy dwukrotnie[5]